# Godfried Bomans
Godfried Jan Arnold Bomans (né à La Haye (Hollande-Méridionale) le 2 mars 1913 et mort à Bloemendaal (Hollande-Septentrionale) le 22 décembre 1971) est un écrivain néerlandais de livres pour enfants et adultes et une personnalité médiatique.
Il a écrit plus de 60 livres, nouvelles, romans pour la jeunesse, articles...

## Biographie
Né à La Haye, Godfried Bomans vit à Haarlem, où son père est juge. Après des études de droit, puis de philosophie et de psychologie à Amsterdam, puis Nimègue, il retourne à Haarlem en 1943, où il cache de nombreux juifs. Il recevra notamment la médaille de Juste parmi les nations.
Pendant cette période de guerre, il écrit son livre le plus célèbre Éric au pays des insectes, un livre pour enfants, où le héros rapetisse et entre dans un dessin représentant des insectes. Il sera adapté au cinéma en 2004.
Il connaît le succès dans son pays après la guerre avec les chroniques de Pa Pinkelman and Tante Pollewop.
Il devient une personnalité médiatique, notamment en présentant le gala de la chanson qui accueille Marlène Dietrich ou Françoise Hardy.
Pendant de nombreuses années, Godfried Bomans a été l'écrivain le plus lu des Pays-Bas. Il a plus de 60 livres et de nombreux autres écrits à son actif. Son œuvre se caractérise par son agilité, un grand sens de l'humour et de l'ironie.
L'astéroïde (23404) Bomans a été nommé en son honneur par le Centre des planètes mineures.

## Œuvres
Parmi ses œuvres les plus connues, on peut citer :
- 1936 - Pieter Bas, Memoires of Gedenkschriften van Mr. P. Bas
- 1941 - Erik of het klein insectenboek
- 1946 - De avonturen van Pa Pinkelman
- 1947 - Kopstukken
- 1948 - Avonturen van Tante Pollewop
- 1948 - De avonturen van Bill Clifford